# Kansa
O Kansa é uma língua do tronco sioux, falada no estado de Oklahoma, nos E.U.A., mas que atualmente se encontra em extinção. No ano de 1990, segundo um censo, havia 19 falantes de kansa.[carece de fontes?]